# 中尾友香 (アナウンサー)
中尾 友香（なかお ゆか、1992年3月 - ）は、NHKの契約キャスター。

## 人物
- 広島県広島市南区出身、2014年3月に同志社大学を卒業[2]。
- 2019年4月から3年間福岡放送局[3]、2022年4月から2年間松江放送局での勤務を経て、2024年4月から岡山放送局勤務。
- 主に地域報道を担当している。

## 嗜好・挿話
- 趣味は、スポーツ全般（ランニング、サイクリングなど）、キャンプ[3][4]。
- 2014年3月より2016年3月まで2年間、広島県の公式観光アシスタントの『ひろしま、宝しまレディ』（2代目）を務めていた[5][6][7]。
- 2021年の2月26日（金）AM9:55から翌27日（土）AM7:58にかけての約24時間、全ての福岡県域と九州沖縄のラジオニュースを、中尾と当時福岡局勤務だった庭木櫻子が分け合って担当した事があった[注釈 1]。

## 現在の担当番組
- もぎたて!（キャスター・月曜 - 水曜[注釈 2]、2024年4月8日 - ）
  - もぎたて!645（ローテーション制）
- ひるまえ直送便（岡山局からのリポート・不定期）
- ラジオdeもぎたて!
- おからじ!

## 過去の出演番組
福岡放送局時代（2019年度 - 2021年度）
※いずれもJST。★印は水曜・金曜のみ、■印は金曜のみ。
- 福岡県・九州沖縄のNHKニュース（テレビ・ラジオ）（平日・月曜 - 金曜）
  - 9:55 - 10:00  -  九州沖縄の気象情報・お知らせ（R1）
  - 11:50 - 12:00 - 福岡県の気象情報・お知らせ（R1・FM）[注釈 3]
  - 12:15 - 12:20 - 福岡県のニュース・気象情報（R1・FM）
  - 13:55 - 13:58 - 福岡県の気象情報（R1）★
  - 14:55 - 15:00 - 九州沖縄のニュース・気象（R1）
  - 16:55 - 16:58 - 九州沖縄の気象情報（R1）■
  - 17:10:00 - 17:13:30頃 - 『はっけんラジオ』内のニュース（九州沖縄、R1）（※大相撲・高校野球期間中を除く）■
  - 17:57 - 18:00 - 九州沖縄の気象情報（NHK総合）（※大相撲・高校野球期間中を除く）■
  - 18:50 - 18:58 - 福岡県のニュース・気象情報・あすの暦（R1・FM）■[注釈 4]

松江放送局時代（2022年度 - 2023年度）
- しまねっとNEWS610（キャスター・隔週、2022年4月4日 - 2024年3月22日）
- さんいんNEWS645（松江局担当・不定期）
- ひるまえ直送便（松江局からのリポート・不定期）

岡山放送局時代（2024年度 - ）